# September 1981
Portal Geschichte | Portal Biografien | Aktuelle Ereignisse | Jahreskalender | Tagesartikel

◄ |
19. Jahrhundert |
20. Jahrhundert
| 21. Jahrhundert

◄ |
1950er |
1960er |
1970er |
1980er
| 1990er | 2000er | 2010er | ►

◄ |
1977 |
1978 |
1979 |
1980 |
1981
| 1982 | 1983 | 1984 | 1985 | ►

◄ |
Juni 1981 |
Juli 1981 |
August 1981 |
September 1981 |
Oktober 1981 |
November 1981 |
Dezember 1981 |
►
Dieser Artikel behandelt aktuelle Nachrichten und Ereignisse im September 1981.

## Tagesgeschehen

### Freitag, 4. September 1981
- Leeds and Grenville/Kanada: Im Quaker Peace Education Centre gründen elf Menschenrechtsaktivisten die Nichtregierungsorganisation Peace Brigades International. Die Mitglieder wollen als „unbewaffnete Dritte“ in bewaffneten Konflikten Schutzbegleitung für Menschenrechtler leisten und folgen damit einer Idee des indischen Pazifisten Mahatma Gandhi.[1]

### Dienstag, 8. September 1981

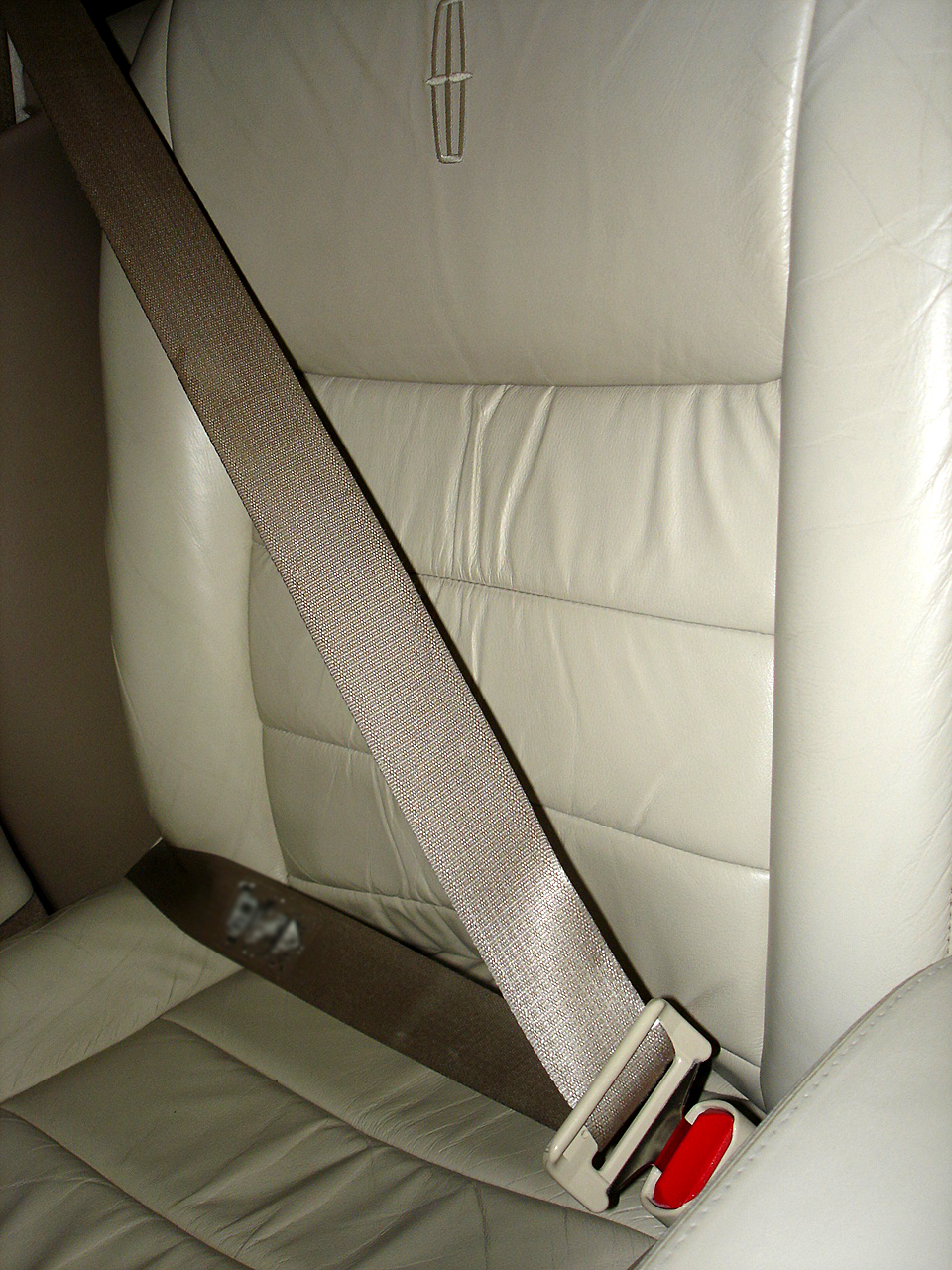
Drei-Punkt-Gurt des Lincoln Town Cars

- Itasca/Vereinigte Staaten: Nach Angaben der gemeinnützigen Organisation National Safety Council (NSC) starben am Labor-Day-Wochenende in den USA zwischen 450 und 475 Personen bei Verkehrsunfällen, etwa 15 % weniger als im Vorjahr. NSC-Präsident Vincent L. Tonfay kündigt die Kampagne „Make it Click“ (deutsch „Bring es zum Klicken“) an, um das Anlegen des Sicherheitsgurts in Kraftfahrzeugen zu bewerben.[2]

### Donnerstag, 10. September 1981
- Madrid/Spanien: Das Bild Guernica trifft nach 44 Jahren wieder in Spanien ein. Dort schuf es Pablo Picasso für die Weltfachausstellung 1937 in Paris. Später verbot der Maler das Unterfangen, dieses Werk zu Lebzeiten des Diktators Francisco Franco nach Spanien zurückzubringen. Es befand sich seit 1939 im Museum of Modern Art in New York und soll künftig im Museo del Prado in Madrid ausgestellt werden.[3]

### Freitag, 11. September 1981
- Mainz/Deutschland: Der Fernsehsender ZDF startet die Ausstrahlung der Kriminalfernsehserie Ein Fall für zwei.[4]

### Samstag, 12. September 1981

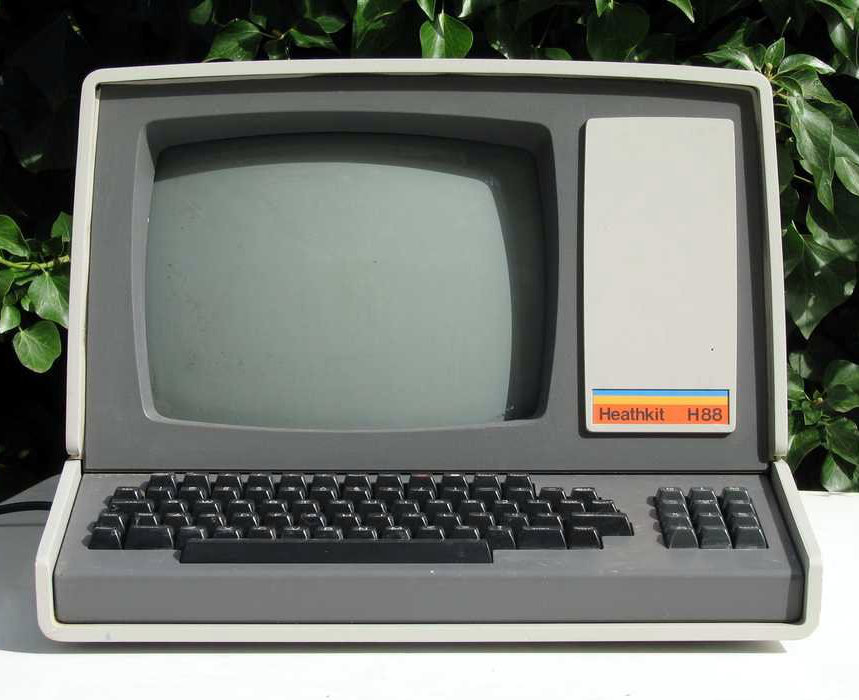
Der CCC hinterfragt den Konsumartikel Mikrocomputer

- Berlin/Deutschland: Ein Softwareentwickler und vier Sympathisanten der so genannten „Videobewegung“ gründen in den Redaktionsräumen der Tageszeitung  den Chaos Computer Club (CCC), um die politische Bedeutung der Ausbreitung von Mikrocomputern zu eruieren.[5]
- New York/Vereinigte Staaten: Die amerikanische Tennisspielerin Tracy Austin gewinnt das Finale im Dameneinzel der US Open 1981 in drei Sätzen gegen die Amerikanerin Martina Navratilova. Den ersten Satz gewann Navratilova deutlich, der zweite und der dritte Satz gingen jeweils im Tie-Break an Austin.[6]
- Venedig/Italien: Bei den 38. Internationalen Filmfestspielen von Venedig wird der Film Die bleierne Zeit der deutschen Regisseurin Margarethe von Trotta mit dem Leone d’Oro prämiert.[7]

### Sonntag, 13. September 1981
- New York/Vereinigte Staaten: Der amerikanische Tennisspieler John McEnroe gewinnt als Titelverteidiger bei den US Open 1981 das Finale im Herreneinzel gegen den Schweden Björn Borg in vier Sätzen. Borg unterlag McEnroe bereits im Finale der vorhergehenden US Open.[8]
- Pasadena/Vereinigte Staaten: Bei der Verleihung des Fernsehpreises Emmy wird u. a. Barbara Babcock, Protagonistin der Fernsehserie Polizeirevier Hill Street, ausgezeichnet.[9]

### Dienstag, 15. September 1981
- New York: Die Vereinten Nationen nehmen Vanuatu als neues Mitglied auf.[10]

### Freitag, 18. September 1981

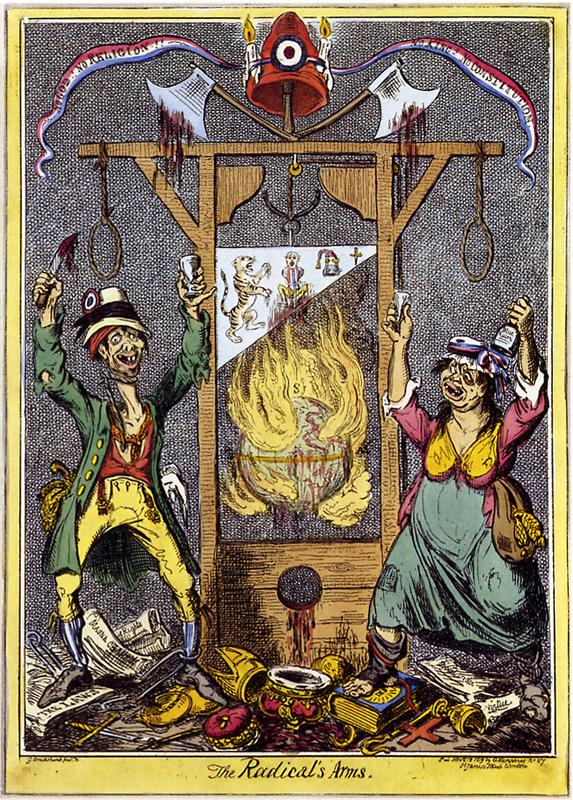
Die Todesstrafe in Frankreich wird gestrichen

- Paris/Frankreich: Die Nationalversammlung beschließt die Abschaffung der Todesstrafe. „Die Justiz konnte nicht mehr unter dem Zeichen der Guillotine leben“, bilanziert der zuständige Minister Robert Badinter.[11]

### Samstag, 19. September 1981
- New York/Vereinigte Staaten: Zu dem so genannten „Konzert Im Central Park“ finden sich bei freiem Eintritt rund eine halbe Million Menschen ein, um der Show des bereits aufgelösten New Yorker Popmusik-Duos Simon & Garfunkel zu folgen. Das Konzert ist mit einer Spendensammlung für den Park verbunden, der aus finanziellen Gründen geschlossen werden soll.[12]
- Óbidos/Brasilien: Im Amazonas-Hafen von Óbidos sinkt das überladene Fährschiff Sobral Santos II mit rund 500 Menschen an Bord. Nur 178 von ihnen überleben das Unglück.[13]

### Montag, 21. September 1981

Frieden (Symbol)

- Ağdam/Sowjetunion: Für Bergkarabach und für die Stadt Ağdam, beide in der Unionsrepublik Aserbaidschan, wird wegen gewalttätiger Konflikte zwischen Armeniern und Aserbaidschanern der Ausnahmezustand verhängt.[14]
- Belmopan/Belize: Gegen den Willen seines Nachbarlands Guatemala wird Belize zum souveränen Staat. Es war die letzte Kolonie der Britischen Krone auf dem amerikanischen Festland. Im Commonwealth of Nations bleibt Belize mit dem Vereinigten Königreich verbunden.[15]
- Brüssel/Belgien: Die christlich-sozialistische Regierung unter Mark Eyskens tritt zurück. Sie zerbricht an der Forderung der Sozialisten nach mehr Eigenständigkeit des wallonischen Landesteils, von der sie sich positive Effekte für die dortige Stahlindustrie erhoffen. Der Koalitionspartner verschloss sich dem Vorhaben. Das Parlament wird voraussichtlich vor Ablauf des Jahres neugewählt.[16]
- New York/Vereinigte Staaten: Die Generalversammlung der Vereinten Nationen gibt bekannt: „Dieser Tag soll offiziell benannt und gefeiert werden als Weltfriedenstag.“ Die Initiative dazu ging von Costa Rica und vom Vereinigten Königreich aus.[17]
- Washington, D.C./Vereinigte Staaten: Der Senat wählt Sandra Day O’Connor ohne Gegenstimme zur Richterin am Obersten Gerichtshof. Sie wird das erste weibliche Mitglied des Gerichtshofs in dessen Geschichte sein.[18]

### Dienstag, 22. September 1981

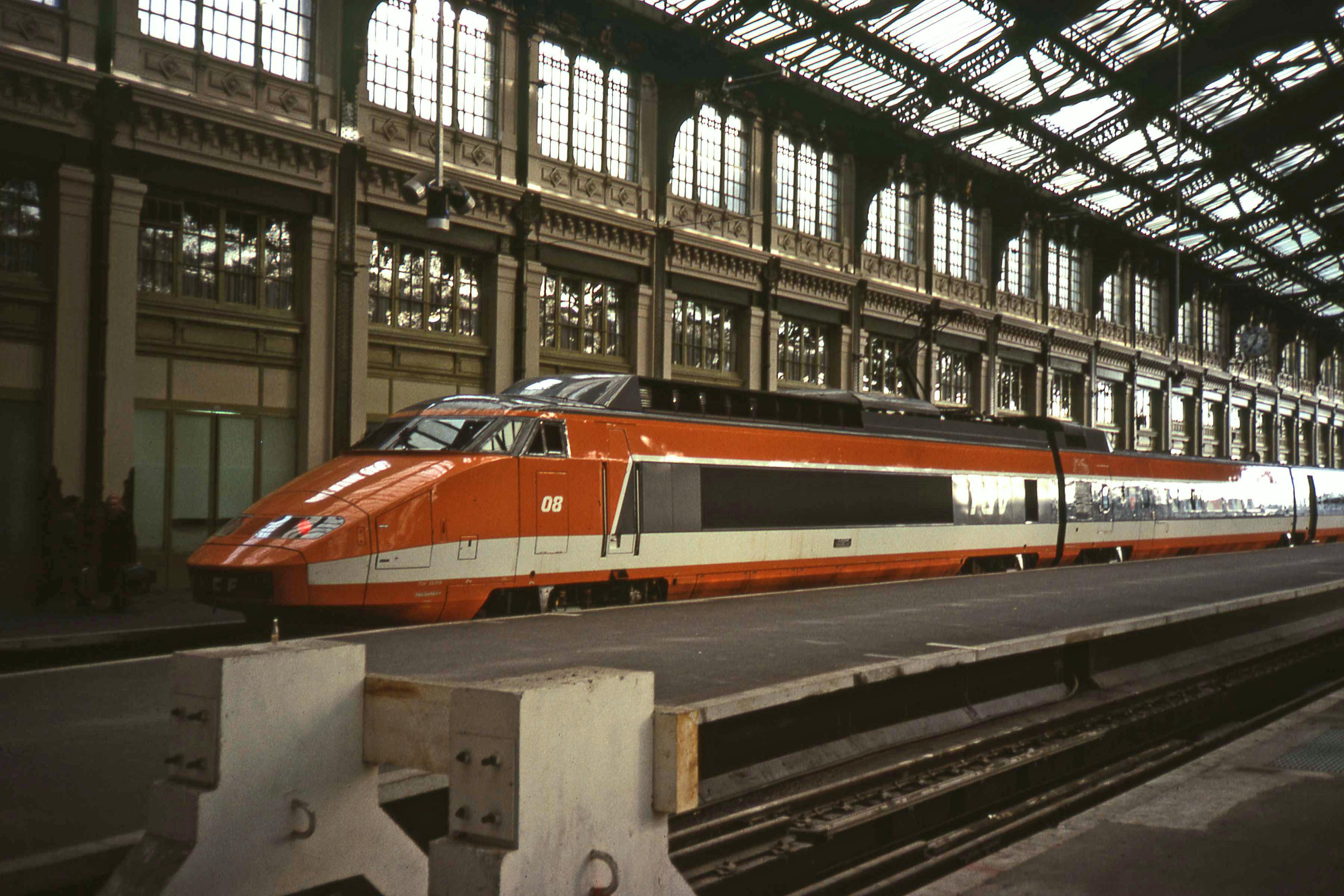
Train à grande vitesse (TGV)

- Saint-Florentin/Frankreich: Präsident François Mitterrand eröffnet feierlich das erste Teilstück der ersten Eisenbahnstrecke für die Zuggattung Train à grande vitesse (deutsch Zug mit hoher Geschwindigkeit, kurz: TGV). Die Entscheidung für den Bau der separaten Trasse für Europas ersten Hochgeschwindigkeitszug fiel vor sieben Jahren. Der TGV soll Paris mit Lyon verbinden und dabei in der Spitze eine Geschwindigkeit von 260 km/h erreichen.[19]

### Freitag, 25. September 1981
- New York/Vereinigte Staaten: Die Vereinten Nationen nehmen Belize als neues Mitglied auf.[20]

### Samstag, 26. September 1981
- Berlin/Deutschland: Im so genannten „Häuserkampf in Berlin“ verfügt der Regierende Bürgermeister der Stadt und des Landes Berlin Richard von Weizsäcker (CDU) den Stopp der Räumungen von besetzten Häusern bis zum 7. Oktober. Derzeit sind 148 Häuser besetzt, 25.000 Menschen solidarisieren sich am selben Tag auf einer Demonstration mit den Bewohnern der zum Abriss vorgesehenen Gebäude.[21]

### Mittwoch, 30. September 1981
- Baden-Baden/Deutschland: Auf der 84. Versammlung des Internationalen Olympischen Komitees werden die Ausrichter der Olympischen Sommer- und Winterspiele 1988 bestimmt. Die Sommerspiele erhält Seoul, Südkorea, das sich gegen Nagoya in Japan durchsetzt. Bei den Winterspielen entscheiden sich die Delegierten für Calgary, Kanada, und gegen Falun in Schweden und Cortina d’Ampezzo in Italien.[22]